# Râul Vâlcoi
Râul Vâlcoi este un afluent al Pârâului Buciumanilor.  

## Hărți
- Harta Munții Apuseni
- Harta Județul Alba